# Fractionnement isotopique
Un fractionnement isotopique est une différence de comportement entre différents isotopes d'un même élément chimique lors d'un processus physique ou chimique donné, si bien que le ou les rapports isotopiques varient au cours du processus. C'est notamment le cas lors d'un changement d'état inabouti, d'une réaction chimique partielle ou d'un écoulement à travers un milieu poreux : le produit de la transformation partielle a une composition isotopique légèrement différente de celle du matériau de départ. La différence est plus notable pour les éléments légers (de faible masse atomique) que pour les éléments plus lourds. Quand on considère plus de deux isotopes, la variation des différentes propriétés quantitatives entre ces isotopes est pratiquement proportionnelle à leur différence de masse.
En pratique on désigne souvent par « fractionnement isotopique » (voire simplement « fractionnement ») le rapport de fractionnement {\displaystyle \alpha =r_{\text{arrivée}}/r_{\text{départ}}} (où r désigne un rapport isotopique) ou son écart à l'unité, {\displaystyle \Delta =\alpha -1} (voir Notation Δ).

## Équilibre vs non équilibre
Le fractionnement isotopique qui accompagne un changement d'état ou une réaction chimique suit une loi différente selon qu'il se produit :
- à proximité de l'équilibre. Le rapport de fractionnement α suit alors une loi connue, et dépend notamment de la température[b]. On le met à profit en pétrologie (pour la détermination de la température à laquelle des roches se sont équilibrées) ;
- loin de l'équilibre. C'est alors la vitesse de la transformation ou de réaction qui n'est pas la même pour les différents isotopes[c]. Ce fractionnement cinétique est en général plus marqué que le fractionnement à l'équilibre. On le met à profit en paléoclimatologie (pour la détermination de paléotempératures) et en paléobiologie (pour la mise en évidence de l'action de processus biologiques dans des échantillons très anciens).

On observe également une différence de vitesse pour d'autres processus comme l'écoulement à travers un milieu poreux ou la diffusion chimique. Cet effet isotopique est notamment mis à profit pour l'enrichissement de l'uranium.

## Origine
L'existence même du fractionnement isotopique peut sembler paradoxale car les isotopes d'un même élément sont réputés posséder les mêmes propriétés physiques et chimiques (parce qu'ayant le même nombre de protons ils ont le même nombre d'électrons et donc le même cortège électronique, et que c'est ce dernier qui confère les propriétés chimiques et une majeure partie des propriétés physiques). Mais cette identité n'est vraie qu'en première approximation :
- certains processus physiques impliquent directement la masse des atomes ou des molécules. C'est notamment le cas de la diffusion, comme le montre par exemple la loi de diffusion en milieu gazeux. Les molécules 235UF6 diffusent par exemple plus vite que les molécules 238UF6, simplement parce qu'elles sont plus légères ;
- lors d'un changement de phase, les molécules plus légères passent un peu plus rapidement d'une phase à l'autre que les molécules plus lourdes de même composition chimique. Lors de l'évaporation de l'eau de mer, par exemple, la vapeur d'eau produite est un peu moins riche en HDO que l'eau de mer de départ. Dans une réaction chimique aussi les molécules plus légères réagissent un peu plus vite que les molécules plus lourdes. Quand le processus affecte une phase cristalline, le fractionnement isotopique peut différer selon les sites cristallins que l'atome considéré peut occuper[2] ;
- il est plus difficile de comprendre pourquoi les propriétés à l'équilibre diffèrent aussi, un tout petit peu, selon la composition isotopique. Mais la masse atomique intervient aussi, comme le montre l'analogie ci-dessous ;

- enfin, même les propriétés directement liées au seul cortège électronique, comme l'énergie d'ionisation, ne sont pas strictement identiques entre deux isotopes d'un même élément. La présence de neutrons supplémentaires dans le noyau atomique modifie l'effet d'écrantage du noyau par les électrons de cœur, ce qui modifie très légèrement l'énergie des électrons périphériques.

## Notation Δ
Le rapport α étant toujours proche de l'unité, on exprime plutôt le fractionnement isotopique sous la forme d'une variation relative :
{\displaystyle \Delta =\alpha -1={\frac {r_{\text{arrivée}}-r_{\text{départ}}}{r_{\text{départ}}}}}
On rencontre aussi Δ défini comme cette variation relative multipliée par 1 000, c'est-à-dire qu'on peut trouver Δ = 1,2 ‰ ou Δ = 1,2 pour un même fractionnement (il n'y a guère matière à confusion, la variation relative étant toujours petite devant 1).
La notation Δ est similaire à celle employée pour exprimer certains rapports isotopiques, δ. Dans le cas des rapports isotopiques il ne s'agit pas d'une valeur de départ et d'une valeur d'arrivée, mais d'une valeur de référence et d'une valeur mesurée.

## Exemples
Pour le fractionnement isotopique à l'équilibre de l'hydrogène et de l'oxygène entre l'eau (départ) et la glace (arrivée), on obtient :
Δ(2H/1H) = 21 ± 2 ‰ ;
Δ(18O/16O) = 2,9 ± 0,1 ‰.